# Epidendrum gransabanense
Epidendrum gransabanense är en orkidéart som beskrevs av Germán Carnevali och Ivón Mercedes Ramírez Morillo. Epidendrum gransabanense ingår i släktet Epidendrum och familjen orkidéer.
Artens utbredningsområde är Venezuela. Inga underarter finns listade i Catalogue of Life.